# Mario Gros
Mario Gros Herrero es un músico, folclorista y lutier aragonés, nacido en Zaragoza, Aragón. 
En 1984 fundó junto a Luis Miguel Bajén, Antonio Pereira, Carlos Campo y José Luis Sarrablo el colectivo Biella Nuei, desde el que desarrolló una amplia labor de investigación, construcción de instrumentos musicales olvidados, divulgación e interpretación de la música tradicional aragonesa.
En 1992, junto a Luis Miguel Bajén, crean el Archivo de Tradición Oral de Aragón, dedicado a la labor investigadora de la cultura popular, con el que ha realizado numerosas campañas de recopilación y grabación, e importantes publicaciones documentales (La tradición oral en las Cinco Villas; La tradición oral en el Moncayo aragonés; La gaita de boto en los Monegros).
Por este trabajo ganaron Luis Miguel Bajén y Mario Gros el VIII Premio Nacional de Folclore Agapito Marazuela. También el Premio Anual del Instituto Aragonés de Antropología.
Destaca su labor tanto en la búsqueda y medición de instrumentos antiguos, especialmente dulzaina, gaita, chiflo y Salterio, como en la grabación de repertorio antiguo a los viejos intérpretes.
Se inició en la construcción de instrumentos en 1986, siendo clave en la recuperación de la Gaita de boto Aragonesa y la Dulzaina Aragonesa. Gracias a lo cual, surtieron a las nuevas generaciones de músicos tradicionales de instrumentos y ganas de tocar.
Así fundó, a finales de los años 1990, junto a Rafael García Hermoso y Nacho Martínez, la Gaitería Tremol, taller de lutería de instrumentos tradicionales, que sigue en la actualidad de la mano de Nacho Martínez.
Es profesor de Gaita de boto en la escuela municipal de música y danza de Zaragoza desde 1994. Recientemente ha publicado junto a Rafael García Hermoso un método para aprender este instrumento: Método de gaita de boto, (Ayuntamiento de Zaragoza, 2011).
Ha participado como músico de gaita y dulzaina en la grabación de más de una docena de discos documentales, de recreación y de divulgación. Ha tocado estos instrumentos en los grupos Biella Nuei, Dulzaineros del Bajo Aragón y Ácido Folklórico. En la actualidad pertenece al grupo de dulzaineros Azofra de La Puebla de Híjar (Teruel) e integra junto a Concha Breto el dúo “La marca de Ifigenia”  dedicado a la interpretación de romances tradicionales y música sefardí. También forma parte de la organización del festival Arundo Donax, que se realiza en La Puebla de Hijar, Teruel.

En el disco Romances de Ronda en Castejón de los Monegros, explica así cuando conocieron a Simeón Serrate Mayoral:
«Conocí a Simeón Serrate el 4 de abril de 1988. Por aquella época Luis Miguel Bajén y yo andábamos por los Monegros empeñados en cambiar el mundo, traduciendo nuestras ansias juveniles en una labor que más tenía de cruzada bienintencionada que de campaña sistemática, y que consistía en recopilar, mediante grabaciones, la tradición musical de los monegrinos».